# Catacore pasithea
Catacore pasithea är en fjärilsart som beskrevs av William Chapman Hewitson 1864. Catacore pasithea ingår i släktet Catacore och familjen praktfjärilar. Inga underarter finns listade i Catalogue of Life.